# Від книги до мети
«Від книги до мети» — просвітній авторський проєкт українського мовознавця та політика Ірини Фаріон, що діяв із 2011 по 2019 рік із відновою 2021 року для популяризації української книги, передусім наукової. Співорганізатори: Львівська політехніка, ВО «Свобода». 
Заходи зазвичай відбувалися в залах вишу у форматі представлення й обговорення авторів та їхньої творчості з можливістю придбати книги з автографами. Свого часу існувала можливість замовити книжки авторів проєкту на офіційному сайті farion.info. Також використовувалися PowerPoint-презентації. Для відсутніх фізично відеозаписи зустрічей викладали на YouTube. Трансляції наживо велися на Ustream.

## Історія
Поштовхом до започаткування стала презентація словника власних імен мовознавця Павла Чучки на Форумі видавців 2011 року у Львові, на яку прийшло лише 8 осіб. Саме цього автора із цією працею запросили на перший майстер-клас. Як звіт про виконану роботу видано друком і в електронному вигляді 6 випусків журналу-альбому «Від книги до мети» (п'ятий, останній, є подвійним). Крім цього, неодноразово відбувались етери на місцевому радіо й ТБ. Захід 15 травня 2012 року з дитячим письменником Володимиром Рутківським та істориком Олександром Музичком перенесли через їхню неможливість відвідати його. Зрештою захід так і не відбувся.
Проєкт мав традицію — дарувати авторам пісочний годинник. На зустрічі 14 червня 2012 року голова Львівської обласної ради Олег Панькевич вручив отцеві Рафаїлу першу Почесну відзнаку пам'яті блаженного священномученика отця Омеляна Ковча. Це сталося за поданням самої Фаріон, тоді ще депутата Львівської обласної ради. У вересні 2013 року Фаріон презентувала проєкт у Луцьку на восьмій виставці «Книги великої Волині».
На зустрічі 17 червня 2015 року свободівець Василь Бичко подарував Ользі Ільків, зв'язковій Романа Шухевича, її портрет свого авторства. 8 вересня 2016 року в рамцях проєкту письменник, голова Комітету з Національної премії імені Тараса Шевченка, Юрій Щербак нагородив студентку Львівської політехніки, переможницю Міжнародного мовно-літературного конкурсу студентської молоді імені Тараса Шевченка. Презентацію 6 жовтня присвячено пам'яті військовика Мирослава Мисли. За словами Фаріон, його останнім дописом у соцмережі був анонс відповідного заходу, символічно датований 2 жовтня о 2 год 23 хв.
Зустріч з дитячою письменницею Ларисою Ніцой 16 березня 2017 року сталася після того, як Фаріон дізналася, що журналістка Наталя Влащенко закликала не купувати її книжок. На заході 10 травня 2018 року директор видавництва «Український пріоритет», народний депутат Володимир Шовкошитний вручив Петрові Билині медаль Гетьмана Івана Мазепи за написання книжки та сумлінне служіння українському народу. 13 березня 2019 року Панькевич подарував Тетяні Малаховій бюст Степана Бандери. За 10 хвилин до початку заходу 23 жовтня 2019 року Борис Гуменюк дав бліцове відеоінтерв'ю для навчального проєкту «Мистецьких прогулянок з МІОКом».

## Відгуки
Доктор філологічних наук, журналіст Микола Тимошик у статті, опублікованій у «Слові Просвіти», відмітив, що проєкт «оживлює тисячолітню традицію українського книготворення, підігріває знекровлений, не без участі влади, інтерес до читання». 
На думку Наталії Павлишин із тижневика «Аудиторія»: «[…]„Від книги до мети“ — це завжди новий крок до глибшого розуміння української науки, літератури, до усвідомлення значимості особистостей, які творили чи творять нашу націю». Зустріч із Тарасом Чухлібом 2018 року названо «мабуть, однією з найемоційніших». На ній він наголосив на неперебірливому виданні книг псевдоісториків та відсутності в людей особливого бажання знати справжню історію України.
Історик Олександр Зайцев негативно оцінив формат письмове питання-усна відповідь, здійснюваний після головної частини презентації. Зайцев спробував поставити незручне запитання Олегові Багану про Дмитра Донцова вголос із залу, згодом попросивши надати йому виступ. Фаріон відмовила в такій можливості.

## Нагороди
- 2012: відзнака від Галицького районного об'єднання м. Львова ВУТ «Просвіта» ім. Т. Г. Шевченка[25]
- 2013: Премія імені Дмитра Нитченка[26]

## Список заходів

### Перший сезон
| № | Автори                                   | Презентовані праці                                                                                         | Дата заходу            | Примітки |
| - | ---------------------------------------- | --- | ---------------------- | --- |
| 1 | Чучка Павло Павлович                     | «Слов'янські особові імена українців: історико-етимологічний словник» (2011)                               | 20 жовтня 2011 (Чт)    | з участю сина автора |
| 2 | Радевич-Винницький Ярослав Костянтинович | «Двомовність в Україні: теорія, історія, мововживання» (2011)                                              | 20 листопада 2011 (Нд) | з участю скрипаля Назара Федюка |
| 3 | Слабошпицький Михайло Федотович          | книги видавництва «Ярославів Вал»                                                                          | 15 грудня 2011 (Чт)    | з участю письменника Станіслава Бондаренка |
| 4 | Ігор Ісіченко                            | «Дім Мій буде домом молитви» (2006), «Розмови на межі тисячоліть» (2008), «Майте любов поміж собою» (2010) | 23 лютого 2012 (Чт)    | з участю політика Ігора Швайки, директора видавництва «Святогорець» Василя Сагана, голови Львівської обласної ради Олега Панькевича, митрополита Львівського УАПЦ Макарія Малетича та ін. |
| 5 | Баган Олег Романович                     | «Дмитро Донцов. Вибрані твори: у 10-х томах. Томи 1-2» (2011, 2012)                                        | 22 березня 2012 (Чт)   | |
| 6 | Щербак Юрій Миколайович                  | «Час смертохристів. Міражі 2077 року» (2011)                                                               | 19 квітня 2012 (Чт)    | з участю ректора Юрія Бобала |
| 7 | Дудар Євген Михайлович                   | «Вибрані твори: Гумор. Сатира» (2011)                                                                      | 4 червня 2012 (Пн)     | перенесено з 5 червня через виїзд свободівців до Києва на протести щодо ухвалення «Закону Ківалова-Колесніченка»                                                                          |
| 8 | Рафаїл Турконяк                          | Переклад Біблії Рафаїла Турконяка                                                                          | 14 червня 2012 (Чт)    | з участю ансамблю церковного співу «Калофонія» під орудою отця-диякона Тараса Грудового, голови Львівської обласної ради Олега Панькевича                                                 |

### Другий сезон
| №  | Автори                          | Презентовані праці | Дата заходу            | Примітки                                                                                            |
| -- | ------------------------------- | --- | ---------------------- | --------------------------------------------------------------------------------------------------- |
| 9  | Іллєнко Михайло Герасимович     | стрічка «ТойХтоПройшовКрізьВогонь» (2012)                                                                                   | 3 жовтня 2012 (Ср)     | з участю квартету струнного камерного оркестру «Поліфонія», актора Олега Цьони, ректора Юрія Бобала |
| 10 | Козицький Андрій Михайлович     | «Геноцид та політика масового винищення цивільного населення у XX ст. (причини, особливості, наслідки)» (2012)              | 21 листопада 2012 (Ср) | з участю проректора Богдана Моркляника                                                              |
| 11 | Кралюк Петро Михайлович         | роман «Сильні та одинокі» (2011), енциклопедія «Острозька академія» (2011)                                                  | 11 грудня 2012 (Вт)    | з участю проректора Богдана Моркляника                                                              |
| 12 | Бенюк Богдан Михайлович         | акторський доробок | 24 січня 2013 (Чт)     | |
| 13 | Павлюк Степан Петрович          | «Походження імен та релігійно-міфологічні функції давньоруських і спільнослов'янських божеств» (2013) Худаша Михайла Лукича | 26 лютого 2013 (Вт)    | Худаш помер 2011 року. З участю професора Романа Кирчіва, дружини Лідії Худаш                       |
| 14 | Дочинець Мирослав Іванович      | письменницький доробок | 28 березня 2013 (Чт)   | |
| 15 | Малкович Іван Антонович         | книжки видавництва «А-ба-ба-га-ла-ма-га»                                                                                    | 25 квітня 2013 (Чт)    | з участю проректора Богдана Моркляника                                                              |
| 16 | Михальчишин Юрій Адріянович     | «Ватра. Версія 1.0» (2010)                                                                                                  | 30 травня 2013 (Вт)    | з участю проректора Богдана Моркляника                                                              |
| 17 | Климчук Олександр Олександрович | «Я єсмь… (Іван Марчук)» (2013)                                                                                              | 27 червня 2013 (Чт)    | з участю поета Ігоря Калинця, художника Любомира Медведя, актора Святослава Максимчука та ін.       |

### Третій сезон
| №  | Автори                     | Презентовані праці | Дата заходу            | Примітки |
| -- | -------------------------- | --- | ---------------------- | --- |
| 18 | Чухліб Тарас Васильович    | «Відень 1683: Україна в боротьбі за „золоте яблуко“ Європи» (2013)                                                         | 12 вересня 2013 (Пт)   | в Івано-Франківську, з участю народного депутата Руслана Марцінківа. Перед презентацією Фаріон, Чухліб та Марцінків відвідали відкриття меморіальної дошки до Віденської битви |
| 19 | Кравець Ярема Іванович     | переклад «Чорної книги комунізму. Злочини, терор і репресії»                                                               | 15 жовтня 2013 (Вт)    | з участю струнного квартету камерного оркестру «Поліфонія», проректора Богдана Моркляника                                                                                      |
| 20 | Гриценко Павло Юхимович    | «Пересопницьке Євангеліє 1556–1561 рр.» (2011); перевидання «Московсько-українського словника» (1918) Віктора Дубровського | 12 листопада 2013 (Вт) | |
| 21 | Стельмах Богдан Михайлович | семитомник власних творів, том пісень «Світлиця», потрійний CD-альбом                                                      | 10 грудня 2013 (Вт)    | |
| 22 | Середа Андрій Вікторович   | музичний доробок; збірка поезій інших авторів «Голос крові» (2014)                                                         | 29 січня 2014 (Ср)     | у Київській міській раді, під час Революції Гідності. Без участі Фаріон |
| 23 | Зубков Микола Григорович   | власний варіант «Кобзаря»                                                                                                  | 2 квітня 2014 (Ср)     | з участю проректора Богдана Моркляника |
| 24 | Степовик Дмитро Власович   | «Наслідуючи Христа: Віруючий у Бога Тарас Шевченко» (2013)                                                                 | 8 травня 2014 (Чт)     | з участю проректора Богдана Моркляника |
| 25 | Сашко Лірник               | доробок казок | 10 червня 2014 (Вт)    | з участю проректора Богдана Моркляника |

### Четвертий сезон
| №  | Автори                                 | Презентовані праці | Дата заходу            | Примітки |
| -- | -------------------------------------- | --- | ---------------------- | --- |
| 26 | Антін Мухарський                       | «Майдан. (R)Еволюція духу»                                                                                               | 11 вересня 2014 (Чт)   | з участю проректора Богдана Моркляника |
| 27 | Тимошик Микола Степанович              | 17 томів проєкту «Запізніле вороття»                                                                                     | 25 вересня 2014 (Чт)   | з участю проректора Богдана Моркляника |
| 28 | Фешовець Олег Васильович               | «Тотальний опір. Інструкція з ведення малої війни для кожного» Ганса фон Даха                                            | 17 жовтня 2014 (Пт)    | з участю проректора Богдана Моркляника |
| 29 | Богдан Трояновський, Севастіян Дмитрух | «Митрополит Андрей Шептицький» Кирила Королевського                                                                      | 27 листопада 2014 (Чт) | |
| 30 | Орест Коссак, Оксана Микитюк           | книжки Святослава Караванського; «Культура мовлення: особливості, завдання, цікавинки» (2013) Микитюк                    | 17 грудня 2014 (Ср)    | |
| 31 | Лис Володимир Савович                  | «Століття Якова» (2010)                                                                                                  | 19 березня 2015 (Чт)   | |
| 32 | Фаріон Ірина Дмитрівна                 | «Суспільний статус староукраїнської (руської) мови у ХIV–ХVII ст.: мовна свідомість, мовна дійсність, мовна перспектива» | 13 травня 2015 (Ср)    | |
| 33 | Ільків Ольга Фаустинівна               | «У тенетах двох „закриток“» (2011)                                                                                       | 17 червня 2015 (Ср)    | з участю народної театр-студії «Хочу», військовиків Костянтина Василькевича, Євстахія Равриша, Романа Гулика, Мар'яна Берездецького, Станіслава Степаненка, політика Василя Бички. Співак Орест Цимбал виконав «Повстанське танґо». Аматорський театр «Можу» показав п'єсу |

### П'ятий сезон
| №  | Автори                                                                         | Презентовані праці | Дата заходу            | Примітки |
| -- | ------------------------------------------------------------------------------ | --- | ---------------------- | --- |
| 34 | Богдан Галайко, Олег Фешовець, Ігор Тенюх                                      | збірник «Бандерівські читання», обіжник «Українські студії стратегічних досліджень» за редакцією Юрія Сиротюка | 21 жовтня 2015 (Ср)    | Сиротюк був відсутній через ув'язнення                                                                                   |
| 35 | Пономарів Олександр Данилович                                                  | науковий та перекладацький доробок | 10 листопада 2015 (Вт) | |
| 36 | Голота Любов Василівна                                                         | «Там, де ніколи» (2015), зокрема «Епізодична пам'ять» | 9 грудня 2015 (Ср)     | у післядень заснування «Просвіти» 1868 року                                                                              |
| 37 | Лесюк Микола Петрович                                                          | «Становлення і розвиток української літературної мови в Галичині» (2014) | 23 лютого 2016 (Сб)    | |
| 38 | Гриценко Павло Юхимович, Соловйова Віра Йосипівна, Кирієнко Олександр Юрійович | «Українська ідентичність і мовне питання в Російській імперії: спроба державного регулювання. Збірник документів і матеріалів (1847–1914)» (2015), «Перша світова війна 1914–1918 рр. і Україна. Історичні нариси», «Перша світова війна 1914–1918 рр. і Україна. Українські землі у центрі цивілізаційної кризи» | 21 березня 2016 (Пн)   | |
| 39 | Єфименко Людмила Пилипівна, Іллєнко Андрій Юрійович                            | кінодоробок Іллєнка Юрія Герасимовича | 27 квітня 2016 (Ср)    | з участю голови фракції ВО «Свобода» у Львівській обласній раді Руслана Кошулинського. Показано стрічку про Юрія Іллєнка |
| 40 | Ігор Ісіченко                                                                  | друге видання «Києво-Печерського патерика у літературному процесі кінця ХVI — початку ХVIII ст. в Україні» (2015), збірник на пошану «Слово. Символ. Ритуал: Праці з історії української літератури» (2016) | 11 травня 2016 (Ср)    | владика Венедикт (УГКЦ), директорка видавництва «Акта» Галина Федорець                                                   |

### Шостий сезон
| №  | Автори                                                         | Презентовані праці | Дата заходу           | Примітки |
| -- | -------------------------------------------------------------- | --- | --------------------- | --- |
| 41 | Павличко Дмитро Васильович, Щербак Юрій Миколайович            | «Спогади: Том 1-2» (2015, 2016), «Грім у січні» (2016) Павличка; «Зброя судного дня» (2016) Щербака | 8 вересня 2016 (Чт)   | з участю шеф-редактора «Універсума» Олега Романчука, переможниці Міжнародного мовно-літературного конкурсу студентської молоді імені Тараса Шевченка Наталії Козак |
| 42 | Баган Олег Романович, Радевич-Винницький Ярослав Костянтинович | «Дмитро Донцов. Вибрані твори: у 10 т.» | 6 жовтня 2016 (Чт)    | захід присвячено молодшому лейтенантові Мирославу Мислі. З участю мовознавця Миколи Зубкова                                                                        |
| 43 | Мойсієнко Віктор Михайлович                                    | «Хрестоматія з історії української мови Х–ХІІІ століття» (2015) та «Український „Отче наш“» (2015), укладені Василем Німчуком; «Історична діалектологія української мови. Північне (поліське) наріччя» (2016) Мойсієнка | 3 листопада 2016 (Чт) | |
| 44 | Мельник Ярослава Іванівна                                      | Друге видання «…І остатня часть дороги (Іван Франко в 1908—1916 роках)» (2016) | 1 грудня 2016 (Чт)    | з участю художника, дизайнера книги Романа Скиби |
| 45 | Рафаїл Турконяк                                                | «Біблія, переклад з єврейських текстів» (2013), «Новий Завіт, міжлінійний текст» (2013), «Словник грецької біблійної мови» (2016), «Мінея, переклад Служб вечірні всього року» (2016), «Октоїх, переклад Служб вечірні вісьмох гласів» (2016), «П’ятикнижжя і Псалми та Притчі, сучасний переклад з давньоєврейської мови» (2016) | 9 лютого 2017 (Чт)    | |
| 46 | Ніцой Лариса Миколаївна                                        | «Незламні мураші» | 16 березня 2017 (Чт)  | |
| 47 | Хома Іван Ярославович, Посівнич Микола Романович               | Книги із серії «Українці. Історія нескорених»: «Євген Коновалець» (2016) Хоми та «Степан Бандера» (2015) Посівнича | 27 квітня 2017 (Чт)   | |
| 48 | Сиротюк Юрій Миколайович, Мартинюк Ростислав Михайлович        | «Четверті Бандерівські читання. „Як завершити Українську національну революцію“» (2017), «Як облаштувати Росію. Експертна дискусія» (2015) | 8 червня 2017 (Чт)    | |

### Сьомий сезон
| №  | Автори                                                          | Презентовані праці | Дата заходу            | Примітки |
| -- | --------------------------------------------------------------- | --- | ---------------------- | --- |
| 49 | Червак Богдан Остапович                                         | «Слово, що стало зброєю» (2007) | 25 жовтня 2017 (Ср)    | з участю Любомира Головінського (племінника крайового коменданта УВО Юліана Головінського)                                             |
| 50 | Тимошик Микола Степанович                                       | «Запізніле вороття» (2017), «Його бій за державність» (2017), «Село. Т. 1-2» (2017) | 15 листопада 2017 (Ср) | з участю митрополита Димитрія Рудюка                                                                                                   |
| 51 | Іллєнко Пилип Юрійович                                          | кінодіяльність | 12 грудня 2017 (Вт)    | з участю народного депутата Андрія Міщенка                                                                                             |
| 52 | Фаріон Ірина Дмитрівна                                          | «Мовний портрет Івана Пулюя (за листами мислителя)» (2017) | 29 березня 2018 (Чт)   | з участю директора видавництва Львівської політехніки Івана Паров’яка, науковців Олександра Захар'яша, Юрія Білецького та Лілії Харчук |
| 53 | Слабошпицький Михайло Федотович, Короненко Світлана Анатоліївна | «Протирання дзеркала» (2017) Слабошпицького; «Вірші з осені» (2017) Короненко | 12 квітня 2018 (Чт)    | [ 48 ] |
| 54 | Сова Андрій Олегович, Тимчак Ярослав Володимирович              | «Іван Боберський — основоположник української тіловиховної і спортової традиції» (2017) | 26 квітня 2018 (Чт)    | з участю військовиків Мар’яна Берездецького, Юрія Черкашина                                                                            |
| 55 | Петро Билина, Шовкошитний Володимир Федорович                   | «Війна кличе. Стань переможцем! Нотатки на полях російсько-української війни» (2017) | 10 травня 2018 (Чт)    | з участю військовиків Костянтина Василькевича, Мар'яна Берездецького                                                                   |
| 56 | Чухліб Тарас Васильович                                         | «Донеччина та Луганщина — козацькі землі України (XVI—XVIII ст.)» (2014), «Козаки і татари. Українсько-кримські союзи 1500‒1700-х років» (2017), «Гетьмани України: війна, політика, кохання», «Гетьмани України: війна, політика, кохання» (2016) | 24 травня 2018 (Чт)    | [ 50 ] |

### Восьмий сезон
| №  | Автори                     | Презентовані праці                                                                                                   | Дата заходу          | Примітки |
| -- | -------------------------- | --- | -------------------- | --- |
| 57 | Малахова Тетяна Германівна | доробок віршів | 13 березня 2019 (Ср) | вшановано пам'ять громадського діяча Дмитра Чернявського. З участю народного депутата Олега Панькевича                |
| 58 | Швець Алла Іванівна        | «Жінка з хистом Аріадни: Життєвий світ Наталії Кобринської в генераційному, світоглядному і творчому вимірах» (2018) | 3 квітня 2019 (Ср)   | з участю декана філологічного факультету Львівського національного університету ім. Івана Франка Святослава Пилипчука |
| 59 | Сова Андрій Олегович       | «Роман Шухевич у громадсько-політичному житті Західної України 1920—1939 рр.: спогади, документи, світлини» (2019)   | 22 травня 2019 (Ср)  | [ 52 ] |

### Дев'ятий сезон
| №  | Автори                          | Презентовані праці                                                                | Дата заходу           | Примітки |
| -- | ------------------------------- | --------------------------------------------------------------------------------- | --------------------- | -------- |
| 60 | Слабошпицький Михайло Федотович | «З памʼяті дзеркала. Про час і про людей» (2019)                                  | 18 вересня 2019 (Ср)  | [ 53 ]   |
| 61 | Гуменюк Борис Борисович         | «Вірші з війни» (2014), «100 новел про війну» (2018)                              | 23 жовтня 2019 (Ср)   | [ 54 ]   |
| 62 | Шовкошитний Володимир Федорович | Перевидання «Русалки Дністрової», інші книжки видавництва «Український пріоритет» | 6 листопада 2019 (Ср) | [ 55 ]   |

### Позасезонні
Загальна кількість усіх презентацій: 75. Позасезонні зустрічі мали здебільшого повторний характер й не були висвітлені в офіційних джерелах проєкту в межах хронології звичайних заходів.
2 червня 2017 року Фаріон презентувала свою докторську монографію «Суспільний статус староукраїнської (руської) мови у ХIV-ХVII століттях: мовна свідомість, мовна дійсність, мовна перспектива» в рамцях «Мамай-fest» у Музеї історії міста Кам'янського. Рання програма містила лекцію «Мова як ознака ідентичності нації» та презентацію книг «Євген Коновалець» Івана Хоми та «Степан Бандера» Миколи Посівнича під назвою «Скарб нації». Наступного дня в Дніпрі стався захід «Від книги до мети».
| Автори                   | Презентовані праці | Дата заходу            | Примітки |
| ------------------------ | --- | ---------------------- | --- |
| Юрій Михальчишин         | «Ватра. Версія 2.0» (2013) | 28 листопада 2013 (Чт) | в Івано-Франківську, у Народному домі «Просвіта». З участю народного депутата Руслана Марцінківа. Без участі Ірини Фаріон |
| Ірина Фаріон, Олег Баган | добірка мовних плакатів, інші праці Фаріон; «Дмитро Донцов. Вибрані твори: у 10 т.» | 28 жовтня 2016 (Пт)    | у Криворізькому педагогічному державному університеті (Дніпропетровська область)                                          |
| Ірина Фаріон, Олег Баган | добірка мовних плакатів, інші праці Фаріон; «Дмитро Донцов. Вибрані твори: у 10 т.» | 28 жовтня 2016 (Пт)    | у Кривому Розі, під час місцевої партійної конференції до 25-річчя ВО «Свобода»                                           |
| Ірина Фаріон, Олег Баган | праці Фаріон; «Дмитро Донцов. Вибрані твори: у 10 т.» | 29 жовтня 2016 (Сб)    | у Музеї історії міста Кам'янського (Дніпропетровська область)                                                             |
| Ірина Фаріон, Олег Баган | праці Фаріон; «Дмитро Донцов. Вибрані твори: у 10 т.» | 29 жовтня 2016 (Сб)    | у Дніпрі, у конференцзалі готелю «Reikartz»                                                                               |
| Ірина Фаріон, Олег Баган | праці Фаріон; «Дмитро Донцов. Вибрані твори: у 10 т.» | 30 жовтня 2016 (Нд)    | у Нікополі, у міському культурно-дозвільному центрі «Оберіг» (Дніпропетровська область)                                   |
| Ірина Фаріон             | добірка мовних плакатів, «Криниця для спраглих», «Суспільний статус староукраїнської (руської) мови у ХIV-ХVII століттях: мовна свідомість, мовна дійсність, мовна перспектива»                                                                             | 10 листопада 2016 (Чт) | у Хмельницькому національному університеті. Оголошений початок: 11:00                                                     |
| Ірина Фаріон             | добірка мовних плакатів, «Криниця для спраглих», «Суспільний статус староукраїнської (руської) мови у ХIV-ХVII століттях: мовна свідомість, мовна дійсність, мовна перспектива»                                                                             | 10 листопада 2016 (Чт) | у Хмельницькій гуманітарно-педагогічній академії. Прочитано лекцію про двомовність в Україні. Оголошений початок: 13:00   |
| Ірина Фаріон             | добірка мовних плакатів, «Криниця для спраглих», «Суспільний статус староукраїнської (руської) мови у ХIV-ХVII століттях: мовна свідомість, мовна дійсність, мовна перспектива»                                                                             | 10 листопада 2016 (Чт) | у Національній академії Державної прикордонної служби України імені Богдана Хмельницького. Оголошений початок: 16:30      |
| Ірина Фаріон             | «Суспільний статус староукраїнської (руської) мови у ХIV-ХVII століттях: мовна свідомість, мовна дійсність, мовна перспектива» | 3 червня 2017 (Сб)     | у Дніпрі, у музеї «Літературне Придніпров'я». Спершу анонсовано як презентацію «Євгена Коновальця» Івана Хоми             |
| Ірина Фаріон             | «Суспільний статус староукраїнської (руської) мови у ХIV-ХVII століттях: мовна свідомість, мовна дійсність, мовна перспектива», «Мовна норма: знищення, пошук, віднова», «Мовний портрет Івана Пулюя» Фаріон; «Війна кличе. Стань переможцем!» Петра Билини | 8 липня 2018 (Нд)      | на фестивалі «Холодний Яр» (с. Грушківка, Черкаської області)                                                             |
| Юрій Сиротюк             | «Перспективи української революції» Степана Бандери | 22 червня 2021 (Вт)    | у Львівському палаці мистецтв                                                                                             |

## Спадщина
30 жовтня 2024 року, вже після вбивства Фаріон, до Дня української писемності та мови у Львівському державному університеті внутрішніх справ відбувся мовно-літературний семінар «Від книги — до мети». Організатори: катедра іноземних мов та культури фахового мовлення, загальна бібліотека вишу. Серед виставлених книжок різних авторів були і біобібліографія Фаріон та її монографії «Правопис — корсет мови?», «Мова — краса і сила», «Суспільний статус староукраїнської (руської) мови у ХIV—ХVII століттях», «Мовний портрет Івана Пулюя (за листами мислителя)». На одній зі світлин заходу студентки читають останній номер журналу-альбому «Від книги до мети».